# Neogaerrhinum
Neogaerrhinum je maleni biljni rod iz porodice trpučevki , dio potporodice Antirrhinoideae. 
Sastoji se od dvije vrste jednogodišnjeg bilja na jugozapadu SAD–a i sjeverozapadu Meksika. Tipična je Maurandya stricta Hook. & Arn., , sinonim za N. strictum.

## Etimologija
Latinsko ime roda dolazi od grčkog neo-, novi, i gaea, zemlja ili svijet, i rhinum, nos, aludirajući na porijeklo iz Novog svijeta.

## Opis
Rod Neogaerrhinum je blisko povezan s Sairocarpusima. Stabljika je uspravna. U obje vrste kleistogamni cvjetovi imaju bijele vjenčiće i manji su od hazmogamnih cvjetova. Cvatovi pazušni, cvjetovi pojedinačni, dvospolni, kleistogamni i hazmogamni; brakteje odsutne. Kod Neogaerrhinuma peteljke su izdužene i uvijaju se, a plodovi su simetrični i obično vise. Sjemenke 20-100, crne, jajolike do kuglaste, bez krilca.

## Vrste
1. Neogaerrhinum filipes (A.Gray) Rothm.
2. Neogaerrhinum strictum (Hook. & Arn.) Rothm.